# Pandesma anysa
Pandesma anysa är en fjärilsart som beskrevs av Achille Guenée 1852. Pandesma anysa ingår i släktet Pandesma och familjen nattflyn. Inga underarter finns listade i Catalogue of Life.